# Laura Matsuda
Laura Matsuda est un personnage fictif de la franchise de jeux vidéo Street Fighter, faisant sa première apparition dans Street Fighter V en 2016. Elle est la sœur de Sean Matsuda, un personnage de la série Street Fighter III (1997). Originaire du Brésil, tout comme son compatriote Jimmy Blanka (Street Fighter II, 1991), elle utilise l'électricité dans certaines de ses attaques. D'un point de vue critique, le personnage a reçu un accueil mitigé, sa palette de coups étant louée, mais son histoire et sa conception étant critiquées.

## Conception et apparences
Le style de combat de Laura Matsuda est une variante de jiu-jitsu appelée « matsuda jiu-jitsu ». Elle est considérée comme une grappler (personnage employant primairement des prises et des portés), mais –rare pour un grappler dans un jeu vidéo– elle dispose cependant d'une attaque par projectile. Semblable à Blanka, Laura utilise l'électricité dans certaines de ses attaques. Néanmoins, et contrairement à lui, elle possède également un projectile électrique. Une autre attaque notable voit Laura attraper son adversaire et lui claquer le visage contre le sol.
La tenue principale de Laura se compose d'un chemisier vert révélant son abdomen et une partie de ses seins, ainsi qu'une paire de jambières vertes sur des collants noirs, quelques bracelets sur ses bras et une paire de protège-tibias sur ses jambes. La plupart de ses tenues alternatives la montrent portant des hotpants ou un type de maillot de bain.
Certains des premiers dessins de Laura la représentaient avec des dreadlocks et des hanches plus larges. À l’origine, elle était prévue sans collants sous ses jambières, exposant ainsi ses hanches et une partie de ses fesses. Une autre première conception de Laura la représentait en mécanicienne, utilisant des outils mécaniques comme armes, et lui dotaient de la capacité d'arracher ses vêtements. La conception finale de Laura a été comparée à Gezary Matuda, au nom similaire, ainsi qu'à la combattante de MMA et de catch américaine Ronda Rousey. Sa palette de coups la rapproche de la combattante de jiu-jitsu brésilien Kyra Gracie.
Laura a fait ses débuts dans Street Fighter V en tant que l'un des seize personnages de la liste initiale du jeu, officiellement révélée au Brasil Game Show le 8 octobre 2015, soit quatre mois avant la sortie du jeu. Combattante brésilienne et sœur de Sean Matsuda, Laura a été formée par son grand-père maternel Kinjiro à l'art du jiu-jitsu, dont elle deviendra plus tard l'héritière, un autre branche de sa famille est liée à l'art afro-brésilien de la capoeira. Elle recherche des adversaires avec qui se battre pour promouvoir son style de combat. Le mode histoire la montre rejoindre les autres héros dans leur tentative d'arrêter Shadaloo.
Laura est apparue dans la mini-série Street Fighter: Resurrection, où elle est interprétée par Natascha Hopkins. Elle y rejoint également Charlie Nash (Alain Moussi), Ryu (Mike Moh) et Ken Masters (Christian Howard) dans leur combat contre M.Bison (Silvio Simac) et son assistante Décembre (Katrina Durden) 

## Produits dérivés
En 2019, une statue de collection de Laura est publiée. La statue représente la jeune brésilienne dans un bikini bleu et violet.
En 2022, Laura figure sur l’une des couvertures du numéro Street Fighter Swimsuit Special 1.

## Réception
(décembre 2023).
Le contenu est difficilement compréhensible vu les erreurs de traduction, qui sont peut-être dues à l'utilisation d'un logiciel de traduction automatique.
Selon un classement édité par le magazine Paste, Laura Matsuda est le 41e meilleur personnage de Street Fighter pour Suriel Vazquez et Eric Van Allen, qui l'ont jugée comme l'un des ajouts les plus « uniques » à la série ces dernières années, déclarant en outre « ses éléments d'histoire actuels sont un peu faibles (à ce stade, tout le monde parcourt le monde pour montrer ses prouesses), mais son courage et son utilisation du jiu-jitsu brésilien en font un nouvel ajout solide à la longue galerie Street Fighter ».
Gavin Jasper de Den of Geek est plus critique à l'égard du personnage, la classant comme le 65e meilleur personnage de Street Fighter et la désignant comme le pire ajout à la liste de base de Street Fighter V, ajoutant : « elle s'est avérée être incroyablement ennuyeuse ». Il, estime que les attributs de Laura font d'elle, la sœur moins intéressante de Sean. Néanmoins, Jasper loue son design et son style de combat.
Ash Bates de Cultured Vultures répertorie Laura comme l'un des personnages qu'ils aimeraient voir revenir pour Street Fighter 6, observant « avec le succès de l'UFC et du MMA en général, inclure un personnage comme Laura représente une modernisation de la série. En se concentrant sur les styles traditionnels, Laura a apporté quelque chose de nouveau et de pertinent à la série, seul Capcom l'a amélioré en incluant également des pouvoirs électriques ».
Dans une liste similaire dressé par James Kennedy du journal The Gamer, Laura est répertoriée comme un personnage qu'il souhaite revoir dans Street Fighter 6, affirmant :« nous aimons l'archétype du grappler rapide et, honnêtement, nous pensons que Laura pourrait bien être le meilleur exemple de ça ».
La représentation de Laura comme un personnage sexualisé avec une tenue très suggestive dans Street Fighter V suscite cependant des commentaires. Dans un article d'opinion publié par Red Bull, Greg Candalez attire l'attention sur les commentaires du producteur Yoshinori Ono lors d'un entretien en octobre 2015, dans lequel Ono admet que Laura reflète la perception fantaisiste que le public japonais a des femmes brésiliennes. Candalez déclare aussi que « Laura illustre le stéréotype inapproprié et inexact des femmes brésiliennes par le public international comme étant sensuelles et enclines à s'habiller de manière provocante ». De plus, un article du Daily Telegraph cite Laura, ainsi que Rainbow Mika, comme des exemples « d'héroïnes de type porno [qui] font du mal aux enfants », soulignant le coté révélateur de leurs tenues dans le jeu. De même, Christopher Hodges de Screen Rant critiqué sa conception, affirmant qu'elle était « […] conçue uniquement pour être sexy et habillée de manière absurde et non pour un personnage avec une réelle profondeur ». Hodges considère Rainbow Mika comme étant au moins un « personnage intéressant et unique », contrairement à Laura Matsuda.
La Société brésilienne d'études interdisciplinaires de la communication a étudié Laura sur la représentation de la race et du féminisme, et observe que « Laura a son image et son corps hypersexualisés et objectivés pour la contemplation des joueurs ». Dans leurs analyses, ils déclarent «  […] il y a une bande entre les fesses qui souligne et provoque le regard sur cette région. Son corps est volontairement exposé pour que le regard masculin soit rencontré, même si cette exposition ne présente pas cohérence pratique avec le rôle qu'il joue, c'est-à-dire un combattant qui doit s'habiller en conséquence ». Après avoir noté les couleurs de sa tenue et les bracelets portés sur ses bras, ils déclarent « […] il est possible d'affirmer que Laura porte dans son image des signes qui expriment la sensualité, la joie, la sexualisation, le métissage et l'identité brésilienne ». En comparant Laura à son frère Sean en termes de race, l'étude observe « le blanchiment du personnage de sorte que, même si elle n'est pas blanche, elle reste dans les normes esthétiques eurocentriques ».
L'Animus Revista Interamericana de Comunicação Midiática a également étudié Laura et les autres combattants brésiliens de la franchise Street Fighter. En analysant la race de Laura et ses tenues, ils notent que « la combinaison de ces éléments conduit à la conclusion que Laura peut être interprétée comme un signe emblématique de la sensualité ». Ils déclarent en outre qu'elle représente « des femmes belles et sensuelles, où la chaleur et la musique font partie intégrante de la vie. Laura est un symbole du Brésil, pays du carnaval, joyeux, festif et touristique ».

### Note
- (en) Cet article est partiellement ou en totalité issu de l’article de Wikipédia en anglais intitulé « Laura Matsuda » (voir la liste des auteurs).